# 쿠보타 마사시
쿠보타 마사시(일본어: 久保田将至, 1981년 5월 17일 ~ )는 일본의 배우이다.